# Jean-Marc Ela
Jean-Marc Ela, né Jean Etoa le 27 septembre 1936 à Ebolowa, chef-lieu de la région du Sud Cameroun et mort le 26 décembre 2008 à Vancouver (Canada), est un prêtre catholique du diocèse d'Ebolowa, universitaire, sociologue, anthropologue et théologien camerounais. Issu d'une famille de la classe moyenne, l'abbé Ela, pensait que la théologie devait être adaptée aux besoins et croyances locales. Il est une figure marquante de la théologie de la libération en Afrique et il a laissé une contribution importante pour la sociologie et les sciences sociales africaines.

## Les années de formation

### Origine et éducation
Issu d'une famille de neuf enfants, Jean-Marc Ela a passé son enfance au village. Il a débuté l'école primaire en 1946 et a obtenu son certificat d'études en 1951 à Ebolowa. Il est parti ensuite à Edea pour entrer au petit séminaire. Son séjour fut de courte durée. Il a effectué ses études secondaires dans un autre séminaire à Akono, un village non loin de Yaoundé. Après son baccalauréat Série A (lettres), il a été admis au grand séminaire d'Otélé. Au début des années 1960, il est ordonné prêtre. Il a ensuite poursuivi ses études supérieures en France où son évêque l'avait envoyé. Il a obtenu une licence en sciences sociales et en théologie à Strasbourg. En 1969, il a également soutenu à la faculté de théologie catholique de Strasbourg sa thèse de doctorat d'État en théologie sur Martin Luther. Il fut alors le premier étudiant africain à soutenir une thèse en théologie à cette université.
 
Après sa soutenance, il est rentré au Cameroun. Il a vécu et travailler pendant près de 15 ans avec des communautés paysannes à Tokombéré dans le Nord-Cameroun. En 1978, il a soutenu une thèse de doctorat de troisième cycle en anthropologie sociale et culturelle à l'université Paris V sous la direction de Louis-Vincent Thomas. En 1990, il a soutenu une thèse en vue de l'Habilitation à diriger les recherches en sociologie à Strasbourg.

### Un missionnaire engagé au Nord-Cameroun
De 1971 à 1984, Jean-Marc Ela a vécu aux côtés des communautés paysannes du Nord-Cameroun, les Kirdi. Inspiré de Baba Simon, le premier prêtre camerounais appelé le missionnaire africain aux pieds nus,, il voulait lutter contre les injustices vécues par les Kirdi. Il allie à cette époque travail pastoral et recherche anthropologique de terrain. Il a fondé un centre nommé le Foyer Aimé Césaire à Tokombéré dans le cadre de ses activités de pastorale, d'alphabétisation, de conscientisation et de travail avec les jeunes.

### Les années à Yaoundé
À partir de 1985, Jean-Marc Ela a enseigné à la Faculté de théologie protestante de l'Université de Yaoundé I. Il y restera de 1985 à 1995. Il vit alors dans un quartier pauvre de Yaoundé où il est confronté aux difficultés et aux problèmes quotidiens des gens : pauvreté, chômage, exclusion urbaine, etc., mais aussi à la débrouillardise et à l'ingéniosité des populations qui tentent de survivre.

## Exil au Canada
Menacé de mort à cause de sa persévérance à vouloir faire la lumière sur l'assassinat en 1995 du père jésuite Engelbert Mveng, un historien et théologien camerounais, il s'exile au Canada,. Il demande l'asile à la fin d'un séjour à Hull où il participait à un colloque organisé par l'Association internationale de pédagogie universitaire (AIPU). Installé à Montréal, il a enseigné et pris part à différentes activités de recherche dans trois universités : l'Université Laval, l'Université du Québec à Montréal et l'Université de Montréal. Il a également enseigné comme professeur invité dans plusieurs universités en Europe, notamment à l'université catholique de Louvain en Belgique.
Il est décédé à Vancouver le 26 décembre 2008 à l'âge de 72 ans.

## Honneurs et distinctions
- 2019 : Grand Prix de la mémoire pour l'édition 2018 des Grands Prix des associations littéraires[7].

- 1999 : Docteur honoris causa de la Katholieke Universiteit Leuven[8]

## Œuvres
- 1971 La plume et la pioche. Yaoundé, Éditions Clé.
- 1980 Cri de l'homme Africain. Paris, L'Harmattan.
- 1982 Voici le temps des héritiers : Églises d'Afrique et voies nouvelles. Paris, Karthala. En collaboration avec R. Luneau.
- 1982 L'Afrique des villages. Paris, Karthala.
- 1983 De l'assistance à la libération. Les tâches actuelles de l'Église en milieu africain. Paris, Centre Lebret.
- 1983 La ville en Afrique noire, Paris, Karthala, 1983
- 1985 Ma foi d'Africain. Paris, Karthala.
- 1989 Cheikh Anta Diop ou l'honneur de penser. Paris, L'Harmattan.
- 1990 Quand l'État pénètre en brousse… Les ripostes paysannes à la crise. Paris, Karthala.
- 1992 Le message de Jean-Baptiste. De la conversion à la réforme dans les églises africaines. Yaoundé, Éditions Clé.
- 1994 Afrique: l'irruption des pauvres. Société contre ingérence, pouvoir et argent. Paris, L'Harmattan.
- 1994 Restituer l'histoire aux sociétés africaines. Promouvoir les sciences sociales en Afrique Noire. Paris, L'Harmattan.
- 1998 Innovations sociales et renaissance de l'Afrique noire. Les défis du « monde d'en bas ». Montréal/Paris, Harmattan/L'Harmattan.
- 2000 Les Eglises face à la mondialisation. Quatre réflexions théologiques, Bruxelles, Commission Justice et Paix.
- 2001 Guide pédagogique de formation à la recherche pour le développement en Afrique. Études africaines.
- 2003 Repenser la théologie africaine. Le Dieu qui libère. Paris, Karthala.
- 2006 L'Afrique à l'ère du savoir: science, société et pouvoir, Paris, L'Harmattan.
- 2006 Travail et entreprise en Afrique : les fondements sociaux de la réussite économique. Paris, Karthala.
- 2006 Fécondité et migrations africaines. Les nouveaux enjeux, en collaboration avec Anne-Sidonie Zoa, Paris, L'Harmattan.
- 2007 Recherche scientifique et crise de la rationalité. Livre I, Paris, L'Harmattan.
- 2007 Les cultures africaines dans le champ de la rationalité scientifique. Livre II, Paris, L'Harmattan.
- 2007 La recherche africaine face au défi de l'excellence scientifique. Livre III, Paris, L'Harmattan.